# Grays rupsvogel
Grays rupsvogel (Edolisoma schisticeps synoniem: Coracina schisticeps) is een vogel uit de familie van de rupsvogels. Het is een endemische vogel van Nieuw-Guinea. De Nederlandse naam is een eerbetoon aan de soortauteur George Robert Gray.

## Kenmerken
Grays rupsvogel is 22 cm lang, het mannetje is egaal grijs en lastig van het mannetje van de monniksrupsvogel te onderscheiden. Maar Grays ruspvogel is kleiner en heeft een minder zware snavel. Het vrouwtje lijkt sterk op het vrouwtje van de zwarte rupsvogel, beide zijn licht roodbruin van kleur, maar Grays rupsvogel is kleiner en heeft zwarte vlek op einde van de staart. Het vrouwtje uit de populatie op de D'Entrecasteaux-eilanden heeft een horizontale streping op buik en borst.

## Verspreiding en leefgebied
Grays rupsvogel komt voor zowel ten noorden als ten zuiden van het centrale hoogland van het hoofdeiland Nieuw-Guinea, op het eiland Misool en de D'Entrecasteaux-eilanden. Het is een vogel van bossen in laagland en heuvelland tot op 1200 m boven de zeespiegel.
De soort telt vier ondersoorten:
- E. s. schisticeps: West-Papoea en noordwestelijk Nieuw-Guinea.
- E. s. reichenowi: noordelijk Nieuw-Guinea.
- E. s. poliopsa: zuidelijk Nieuw-Guinea (behalve Trans Fly).
- E. s. vittatum: D'Entrecasteaux-eilanden.

## Status
Grays rupsvogel heeft een groot verspreidingsgebied en daardoor is de kans op uitsterven gering. De grootte van de populatie is niet gekwantificeerd, maar is nog vrij algemeen. Er is geen aanleiding te veronderstellen dat de soort in aantal achteruit gaat. Om deze redenen staat deze rupsvogel als niet bedreigd op de Rode Lijst van de IUCN.